# Iyal Surayh (huyện)
Huyện Iyal Surayh là một huyện thuộc tỉnh Amran, Yemen. Đến thời điểm năm 2003, huyện này có dân số 54015 người